# Ajuntament de Tortosa
L'Ajuntament de Tortosa és un edifici de Tortosa protegida com a Bé Cultural d'Interès Local.

## Descripció
Edifici situat en un dels costats de la Plaça de l'Ajuntament, en el sector de l'Eixample del Temple. Ocupa tota una illa i té planta rectangular. A l'interior hi ha un espai central cobert amb una claraboia que distribueix les estances dels diferents pisos, que miren a ell mitjançant una galeria interior. Hi ha un total de planta baixa i tres pisos en el sector de façana i dos pisos en el posterior.
La façana es distribueix en tres carrers, el central rematat per una torre octogonal on es troba el rellotge i els laterals per sengles cossos rectangulars d'inferior alçada. Això, juntament amb el fet que els cossos laterals s'endarrereixen en el sector superior i els porxos de la base, trenquen la monotonia del mur, remarcada per la distribució de les obertures.

## Història
L'estructura actual respon a les obres fetes després de la Guerra Civil, en què tot el sector restà força malmès. A aquest període correspon també l'actual estructura de la plaça, tota porxada.